# Baywatch (film)
Baywatch is een Amerikaanse komische actiefilm uit 2017 onder regie van Seth Gordon en is gebaseerd op de televisieserie met dezelfde naam.

## Verhaal
Strandwachter Mitch Buchannon (Dwayne Johnson) krijgt een nieuwe collega, Matt Brody (Zac Efron) onder zijn hoede. De nieuweling is een jongeman met een kort lontje. Mitch en Matt worden gedwongen samen te werken als ze op het spoor komen van een crimineel complot dat het voortbestaan van hun strand in gevaar brengt.

## Rolverdeling
| Acteur                | Personage          |
| --------------------- | ------------------ |
| Dwayne Johnson        | Mitch Buchannon    |
| Zac Efron             | Matt Brody         |
| Priyanka Chopra       | Victoria Leeds     |
| Alexandra Daddario    | Summer Quinn       |
| Kelly Rohrbach        | C.J. Parker        |
| Ilfenesh Hadera       | Stephanie Holden   |
| Jon Bass              | Ronnie Greenbaum   |
| Yahya Abdul-Mateen II | Brigadier Ellerbee |
| Hannibal Buress       | Dave de technicus  |
| Rob Huebel            | Kapitein Thorpe    |
| Amin Joseph           | Frankie            |
| Jack Kesy             | Leon               |
| Oscar Nuňez           | Raadslid Rodriguez |
| David Hasselhoff      | De Mentor          |
| Pamela Anderson       | Casey Jean Parker  |
| Clem Cheung           | Murray Chen        |
| Charlotte McKinney    | Julia              |
| Izabel Goulart        | Amber              |